# Петровское (Рязанская область)
Петровское — деревня в Рыбновском районе Рязанской области. Входит в Пионерское сельское поселение.

## География
Находится в западной части Рязанской области на расстоянии приблизительно 32 км на запад-юго-запад по прямой от железнодорожного вокзала в городе Рыбное.

## История
На карте 1850 года показана как поселение с 78 дворами. В 1859 году здесь (тогда деревня Михайловского уезда Рязанской губернии) было учтено 79 дворов, в 1897—109.

## Население
Численность населения: 596 человек (1859 год), 761 (1897), 11 в 2002 году (русские 100 %), 9 в 2010.